# Parahughmilleria
El Parahughmilleria (que significa «cerca de Hughmilleria») es un género de euriptéridos, un grupo extinto de artrópodos acuáticos. Se han descubierto fósiles de Parahughmilleria en yacimientos del Devónico y Silúrico de Estados Unidos, Canadá, Rusia, Alemania, Luxemburgo y Gran Bretaña, y se han referido a varias especies diferentes. Los primeros fósiles de Parahughmilleria, descubiertos en las montañas Shawangunk en 1907, se asignaron inicialmente a Eurypterus. No sería hasta 54 años más tarde cuando se describiría Parahughmilleria.
Parahughmilleria se clasifica en la familia Adelophthalmidae, el único clado de la superfamilia Adelophthalmoidea. Este clado se caracterizaba por su pequeño tamaño, sus caparazones parabólicos (aproximadamente en forma de U) y la presencia de epímeros («extensiones» laterales del segmento) en el séptimo segmento, entre otros. Al igual que sus parientes, el Parahughmilleria poseía ojos reniformes (en forma de judía) y espinas en sus apéndices. La especie de mayor tamaño era P. major, con 12,5 cm (5 pulgadas), lo que la convierte en un euriptérido de pequeño tamaño, aunque se ha sugerido que ella y P. hefteri podrían representar la misma especie.

## Descripción

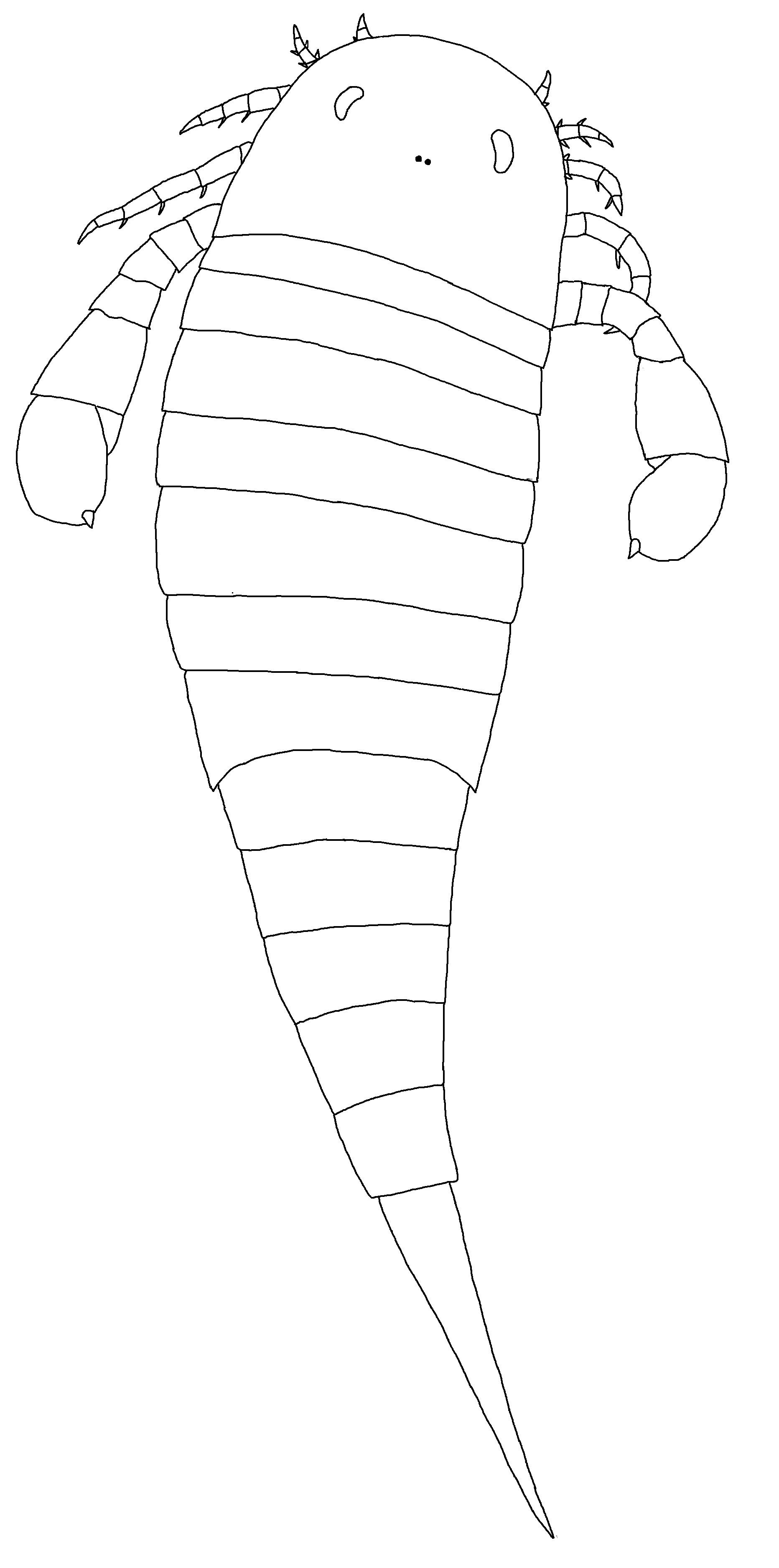
Restauración de P. hefteri.

Al igual que otros euriptéridos antioftálmidos, Parahughmilleria era un euriptérido de pequeño tamaño. La especie más grande, P. major, sólo alcanzaba los 12,5 cm (5 pulgadas), y la más pequeña, P. hefteri, medía sólo 6 cm (2,4 pulgadas), aunque se ha sugerido que estas especies forman diferentes estadios ontogenéticos (diferentes etapas de desarrollo de un mismo animal a lo largo de su vida) entre sí. De ser así, las especies más pequeñas serían P. maria y P. bellistriata, ambas con 7 cm (2,8 pulgadas).
Tenía un caparazón semicircular (placa cefálica) con ojos compuestos reniformes colocados hacia delante, que es su principal característica. El metasoma (gran placa que forma parte del abdomen) tenía una profunda muesca triangular anterior. El telson (la división más posterior del cuerpo) era ancho y lanceolado. El preabdomen (segmentos corporales del 1 al 7) tenía forma lanceolada con una gran epímera («prolongaciones» laterales del segmento) en el 7º tergito (porción dorsal de un segmento de artrópodo). El 3er tergito era el segmento más ancho del cuerpo.
El Parahughmilleria se diferencia de otros miembros más basales de Adelophthalmidae por su reducida espinosidad (ser espinosa) en los apéndices, que junto con otros factores como las grandes espátulas (una pieza larga y plana en el opérculo) asociadas al opérculo genital (segmento en forma de placa que contiene la abertura genital), sugiere una relación más estrecha con Adelophthalmus.

## Antecedentes de la investigación

### Primeros descubrimientos

Comparación del tamaño de las especies conocidas de Parahughmilleria.

Los primeros restos fósiles de Parahughmilleria se encontraron en las montañas Shawangunk (Nueva York). John Mason Clarke los describió y asignó en 1907 a Eurypterus maria. El caparazón de esta especie era algo alargado, regularmente redondeado y con márgenes laterales subparalelos (casi paralelos) con ojos subcentrales (cerca del centro del caparazón) de forma semilunar. Los segmentos eran anchos. Se observó una rápida contracción en el postabdomen (segmentos 8 a 12) que recuerda al abdomen de los escorpiones, lo que parece indicar una condición nepiónica (inmadura). Una contracción similar se da también en otros euriptéridos inmaduros. Los únicos euriptéridos adultos conocidos que la poseen son Carcinosoma scorpioides y varias especies de Eusarcana, en las que la cola estaba muy especializada. Los ocelos (ojos simples sensibles a la luz) estaban situados en una línea que unía los centros de los ojos compuestos, y se encontraban en un gran montículo prominente. El abdomen era delgado y se estrechaba hacia el telson, que era lanceolado. Los segmentos tercero y cuarto eran los más anchos del preabdomen. Cada tergito del preabdomen estaba arqueado con una estrecha franja plana (la epímera). En esta especie, los apéndices son escasos, y sólo se han encontrado patas natatorias en algunos ejemplares maduros. Éstas eran cortas y protuberantes. El octavo segmento o paleta era largo y elíptico, con un noveno segmento que formaba una garra terminal. En 1961, Erik N. Kjellesvig-Waering reclasificó E. maria en el entonces nuevo género Parahughmilleria.
En 1950, Kjellesvig-Waering describió una nueva especie de Hughmilleria, H. bellistriata. El holotipo es la cara dorsal de un caparazón. En este caparazón se conservan los ojos, los ocelos y la mayor parte de su superficie con ornamentación. El prosoma (cabeza) era ancho, uniformemente redondeado en los ángulos laterales anteriores y en el margen anterior. Los márgenes lateral y anterior estaban delimitados por un borde delgado, redondeado y elevado. Los ojos eran laterales, reniformes (en forma de judía) e intramarginales (situados dentro del margen). La ornamentación del caparazón consiste en distintas estrías transversales a lo largo de la parte anterior, delante de los ojos. Kjellesvig-Waering observó que esta especie era diferente de las demás especies de Hughmilleria. El contorno del caparazón, los ojos intramarginales y el pequeño tamaño (7 cm, 2.8 in) no se parecían a las otras especies. Como hizo con P. maria, reasignó la especie a Parahughmilleria en 1961.
En 1957, L. P. Pirozhnikov describió dos nuevas especies de euriptéridos, P. matarakensis y Nanahughmilleria schiraensis, y las asignó erróneamente al género Rhenopterus. P. matarakensis está representado por caparazones bien conservados. Éstos eran semiovalados y estaban ceñidos por un borde estrecho. El borde posterior era ligeramente cóncavo hacia dentro, hacia la parte anterior. Los ojos eran grandes, de 4 mm de largo y 2 mm de ancho. Eran reniformes y sobresalían ligeramente de la superficie del caparazón. En el punto más cercano entre ambos ojos había dos ocelos redondos. Los fósiles fueron encontrados en la Formación Matarak en Minusinsk, Siberia. P. matarakensis fue asignado a su género actual por Kjellesvig-Waering y Willard P. Leutze.

### Creación del género y especies adicionales

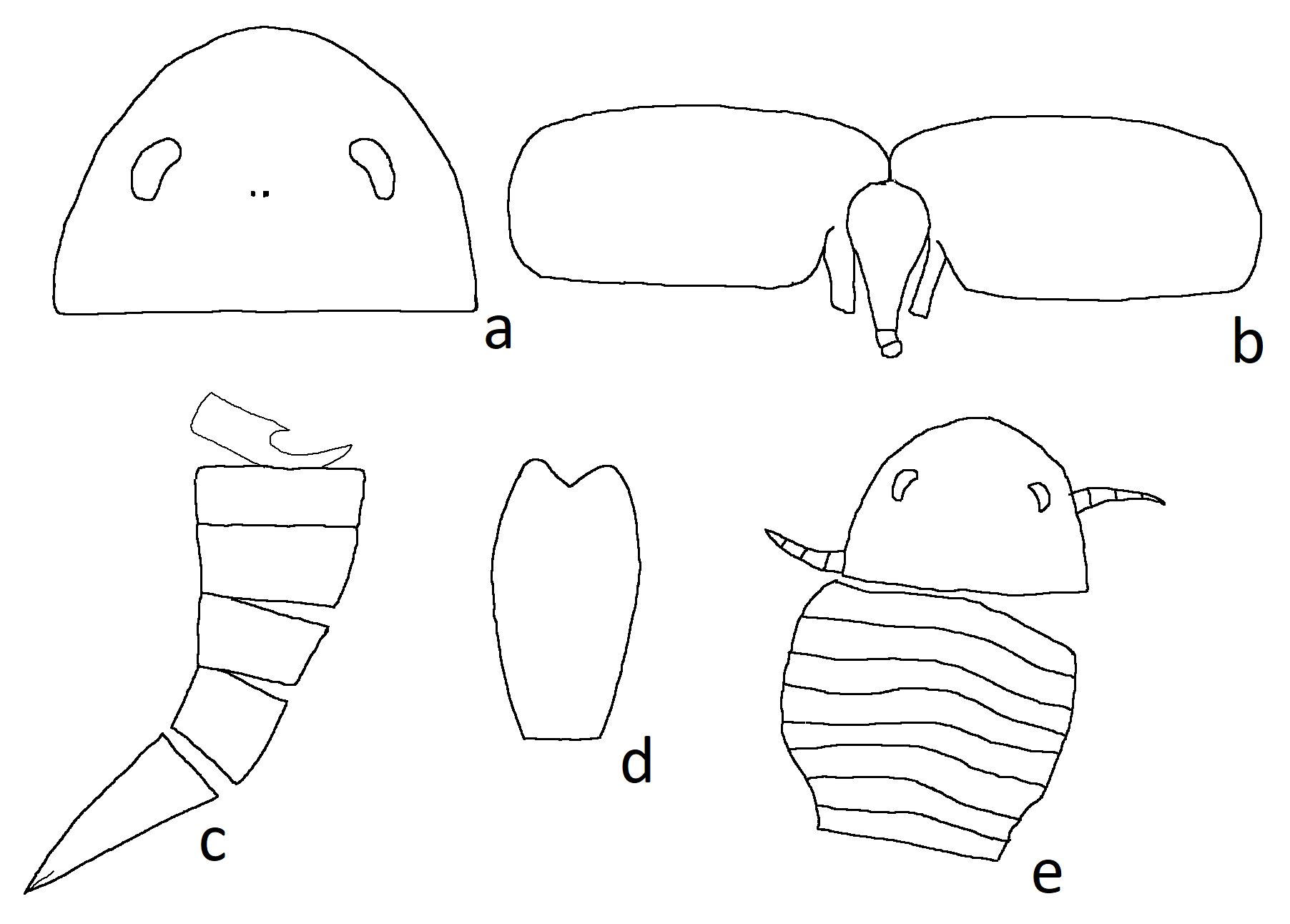
Fósiles de P. salteri. (a) un caparazón, (b) el holotipo, opérculo casi completo, (c), tergitos metasomales y telson, (d) metastoma y (e) un espécimen con mesosoma completo y parte de las patas andantes.

En 1961, Kjellesvig-Waering erigió el género Parahughmilleria (que significa «cerca de Hughmilleria») y asignó P. salteri como especie tipo. Observó que Parahughmilleria difería de Hughmilleria en el desarrollo de lóbulos suplementarios en el opérculo (como en Adelophthalmus) y en la posición de los ojos intramarginales, a diferencia de los ojos marginales de Hughmilleria. P. salteri se describió a partir de un holotipo y cuatro paratipos. En esta especie, el prosoma era ampliamente redondeado, liso, casi semicircular y muy arqueado, y estaba rodeado por un borde estrecho y marginal. La base formaba una línea recta. Los ojos son pequeños, reniformes e intramarginales. Los ocelos son pequeños y están situados casi en el centro del prosoma. El telson era plano, lanceolado y ancho en la parte anterior. Se ha descrito como holotipo un opérculo que muestra los lóbulos. Consta de dos aletas operculares (prolongaciones salientes laterales del apéndice genital) redondeadas en los ángulos y separadas. Están separadas entre sí en la sección media y por encima del apéndice medio. El nombre específico de esta especie honra a John William Salter, naturalista y paleontólogo inglés, y su tamaño máximo era de 8 cm. Kjellesvig-Waering también asignó P. phelpsae al género, pero esta especie ha sido elevada desde entonces al nivel de género bajo el nombre de Pittsfordipterus.
Posteriormente, en 1973, Leif Størmer describió dos nuevas especies, P. major y P. hefteri. Ambas representan la especie más grande y la más pequeña, respectivamente. P. hefteri es una especie muy conocida que se ha encontrado tanto en Europa como en Norteamérica. Tiene espinas alargadas en al menos un podómero (segmento de la pata) y una pata nadadora relativamente ancha. Ambas especies tenían un margen posterior fuertemente truncado en el metasoma, que sólo difieren por sus proporciones. P. major tenía un telson más largo con más márgenes cóncavos laterales y una base más ancha, un cuerpo más esbelto y palas más estrechas que P. hefteri. Størmer también observó ligeras diferencias en el apéndice genital. Todas estas diferencias pueden explicarse por estadios ontogenéticos, es decir, diferentes etapas de desarrollo del animal a lo largo de su vida.
En 2012, el paleontólogo ruso Evgeniy S. Shpinev describió otra especie, P. longa, de Jakasia, Rusia. Su nombre específico, del latín longus, hace referencia a la inusual longitud de su prosoma en comparación con las demás especies del género, de unos 17 mm de largo y 18 mm de ancho. El holotipo y único espécimen conocido (PIN1220/3) consiste en un prosoma incompleto y fragmentos de una pata nadadora. En esta especie, el prosoma estaba rodeado por un estrecho margen marginal. El margen posterior es ligeramente convexo. Los ojos eran pequeños y, como en otras especies, reniformes. La pata natatoria era de tipo Adelophthalmus, con los segmentos quinto, sexto, séptimo y parte del octavo conocidos. El séptimo segmento era muy largo y estrecho, mientras que el octavo era irregular en el borde exterior. Esta especie se distingue por tener un prosoma más estrecho y largo que otras.
Además, Markus Poschmann transfirió Erieopterus statzi a Parahughmilleria en 2015 basándose en las proporciones de los segmentos de la paleta, que estaban más relacionados con los de P. hefteri. Esta especie solo se conoce por un único espécimen que se asignó originalmente a Eurypterus, pero Kjellesvig-Waering lo clasificó a Erieopterus basándose en la forma del prosoma carente de ornamentación y en la paleta altamente dentada. Nueve años antes de que Poschmann remitiera E. statzi a Parahughmilleria, él y O. Erik Tetlie ya habían sugerido este cambio, que no se llevó a cabo debido a la necesidad de estudiar el material.

## Clasificación

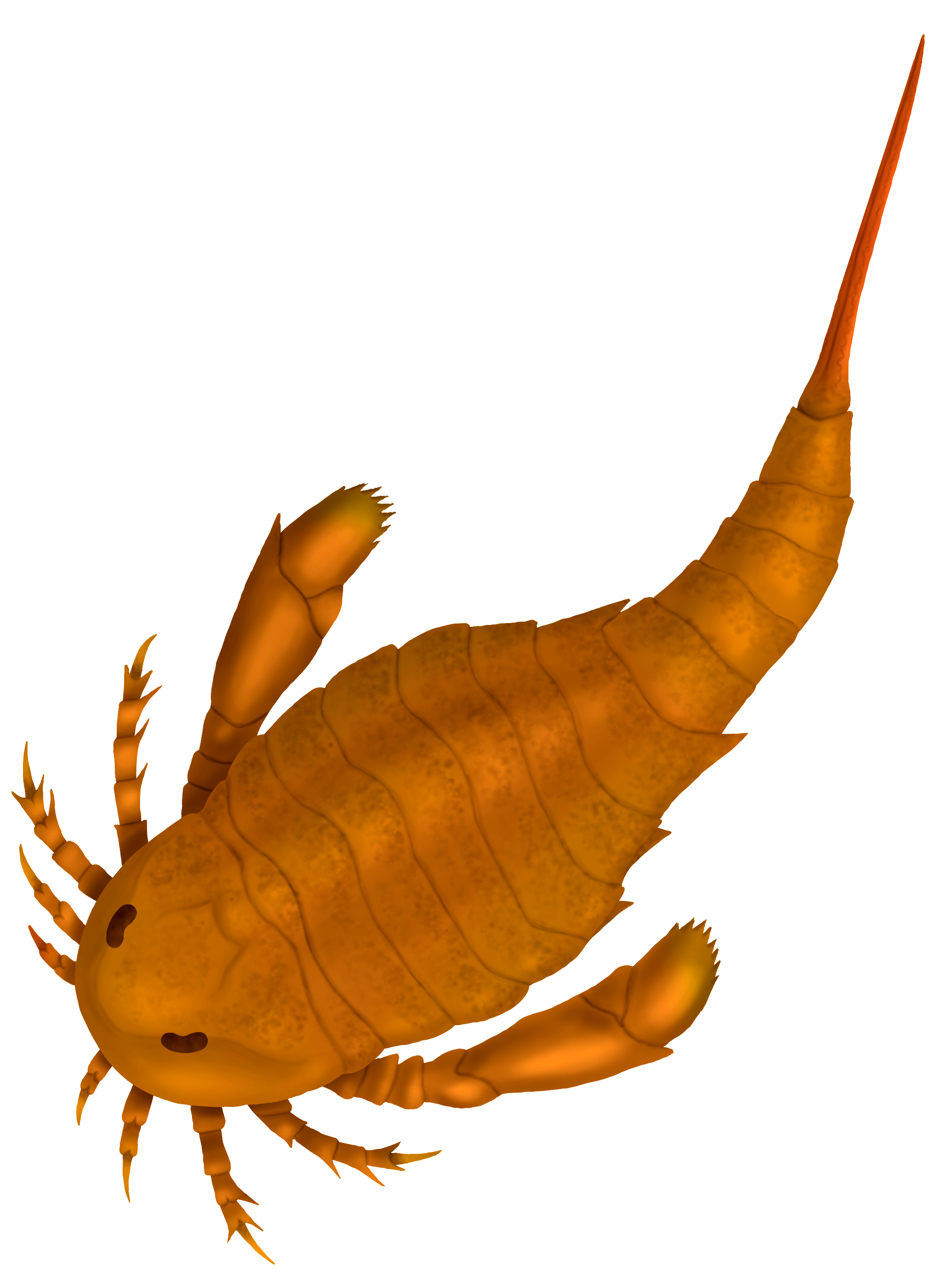
Restauración del Adelophthalmus, estrechamente emparentado.

El Parahughmilleria está clasificadp como parte de la familia Adelophthalmidae, la única familia dentro de la superfamilia Adelophthalmoidea. Es el grupo hermano (pariente más cercano) de Adelophthalmus. Parahughmilleria estaba clasificada en la familia Hughmilleriidae hasta la creación de Adelophthalmidae por Victor P. Tollerton, Jr. en 1989.
El Parahughmilleria y Adelophthalmus forman un «grupo derivado» que los diferencia de los demás adelftálmidos basales (primitivos). Estos euriptéridos comparten una serie de características como las espinas agrandadas en al menos un podómero del apéndice V, la presencia de epímeros en el postabdomen y las largas espátulas que se han asociado al opérculo genital. Este clado y Nanahughmilleria tienen un caparazón, paleta, formas oculares y posición de los ojos casi idénticos. Sin embargo, Parahughmilleria difiere de Adelophthalmus en que el telson es generalmente más corto o en que la escultura cuticular (ornamentación consistente en pequeñas escamas diminutas a lo largo del dorso) es mucho más fina, entre otras características. Otro género de la familia, Bassipterus, se aproxima morfológicamente a Parahughmilleria basándose en la forma del metastoma y el telson, así como en el preabdomen y el postabdomen, ligeramente diferenciados entre sí. Algunos autores han llegado a considerar Bassipterus virginicus, la especie tipo y única, como sinónimo de P. bellistriata.
El cladograma que figura a continuación presenta las posiciones filogenéticas inferidas de la mayoría de los géneros incluidos en las tres superfamilias más derivadas del suborden Eurypterina de los euriptéridos (Adelophthalmoidea, Pterygotioidea y los waeringopteroideos), según lo inferido por O. Erik Tetlie y Markus Poschmann en 2008, basándose en los resultados de un análisis de 2008 específico de los Adelophthalmoidea y un análisis anterior de 2004.
|  | Orcanopterus                                                    |
|  |                                                                 |
|  | \| \| Waeringopterus \| \| \| \| \| \| Grossopterus \| \| \| \| |
|  |                                                                 |
|  | Waeringopterus                                                  |
|  |                                                                 |
|  | Grossopterus                                                    |
|  |                                                                 |

|  | Waeringopterus |
|  |                |
|  | Grossopterus   |
|  |                |

|  | Bassipterus      |
|  |                  |
|  | Pittsfordipterus |
|  |                  |

|  | Nanahughmilleria                                                    |
|  |                                                                     |
|  | \| \| Parahughmilleria \| \| \| \| \| \| Adelophthalmus \| \| \| \| |
|  |                                                                     |
|  | Parahughmilleria                                                    |
|  |                                                                     |
|  | Adelophthalmus                                                      |
|  |                                                                     |

|  | Parahughmilleria |
|  |                  |
|  | Adelophthalmus   |
|  |                  |

|  | Bassipterus      |
|  |                  |
|  | Pittsfordipterus |
|  |                  |

|  | Nanahughmilleria                                                    |
|  |                                                                     |
|  | \| \| Parahughmilleria \| \| \| \| \| \| Adelophthalmus \| \| \| \| |
|  |                                                                     |
|  | Parahughmilleria                                                    |
|  |                                                                     |
|  | Adelophthalmus                                                      |
|  |                                                                     |

|  | Parahughmilleria |
|  |                  |
|  | Adelophthalmus   |
|  |                  |

|  | Bassipterus      |
|  |                  |
|  | Pittsfordipterus |
|  |                  |

|  | Nanahughmilleria                                                    |
|  |                                                                     |
|  | \| \| Parahughmilleria \| \| \| \| \| \| Adelophthalmus \| \| \| \| |
|  |                                                                     |
|  | Parahughmilleria                                                    |
|  |                                                                     |
|  | Adelophthalmus                                                      |
|  |                                                                     |

|  | Parahughmilleria |
|  |                  |
|  | Adelophthalmus   |
|  |                  |

|  | Bassipterus      |
|  |                  |
|  | Pittsfordipterus |
|  |                  |

|  | Nanahughmilleria                                                    |
|  |                                                                     |
|  | \| \| Parahughmilleria \| \| \| \| \| \| Adelophthalmus \| \| \| \| |
|  |                                                                     |
|  | Parahughmilleria                                                    |
|  |                                                                     |
|  | Adelophthalmus                                                      |
|  |                                                                     |

|  | Parahughmilleria |
|  |                  |
|  | Adelophthalmus   |
|  |                  |

|  | Pterygotus                                                   |
|  |                                                              |
|  | \| \| Acutiramus \| \| \| \| \| \| Jaekelopterus \| \| \| \| |
|  |                                                              |
|  | Acutiramus                                                   |
|  |                                                              |
|  | Jaekelopterus                                                |
|  |                                                              |

|  | Acutiramus    |
|  |               |
|  | Jaekelopterus |
|  |               |

|  | Pterygotus                                                   |
|  |                                                              |
|  | \| \| Acutiramus \| \| \| \| \| \| Jaekelopterus \| \| \| \| |
|  |                                                              |
|  | Acutiramus                                                   |
|  |                                                              |
|  | Jaekelopterus                                                |
|  |                                                              |

|  | Acutiramus    |
|  |               |
|  | Jaekelopterus |
|  |               |

|  | Pterygotus                                                   |
|  |                                                              |
|  | \| \| Acutiramus \| \| \| \| \| \| Jaekelopterus \| \| \| \| |
|  |                                                              |
|  | Acutiramus                                                   |
|  |                                                              |
|  | Jaekelopterus                                                |
|  |                                                              |

|  | Acutiramus    |
|  |               |
|  | Jaekelopterus |
|  |               |

|  | Pterygotus                                                   |
|  |                                                              |
|  | \| \| Acutiramus \| \| \| \| \| \| Jaekelopterus \| \| \| \| |
|  |                                                              |
|  | Acutiramus                                                   |
|  |                                                              |
|  | Jaekelopterus                                                |
|  |                                                              |

|  | Acutiramus    |
|  |               |
|  | Jaekelopterus |
|  |               |

|  | Pterygotus                                                   |
|  |                                                              |
|  | \| \| Acutiramus \| \| \| \| \| \| Jaekelopterus \| \| \| \| |
|  |                                                              |
|  | Acutiramus                                                   |
|  |                                                              |
|  | Jaekelopterus                                                |
|  |                                                              |

|  | Acutiramus    |
|  |               |
|  | Jaekelopterus |
|  |               |

|  | Pterygotus                                                   |
|  |                                                              |
|  | \| \| Acutiramus \| \| \| \| \| \| Jaekelopterus \| \| \| \| |
|  |                                                              |
|  | Acutiramus                                                   |
|  |                                                              |
|  | Jaekelopterus                                                |
|  |                                                              |

|  | Acutiramus    |
|  |               |
|  | Jaekelopterus |
|  |               |

|  | Pterygotus                                                   |
|  |                                                              |
|  | \| \| Acutiramus \| \| \| \| \| \| Jaekelopterus \| \| \| \| |
|  |                                                              |
|  | Acutiramus                                                   |
|  |                                                              |
|  | Jaekelopterus                                                |
|  |                                                              |

|  | Acutiramus    |
|  |               |
|  | Jaekelopterus |
|  |               |

|  | Pterygotus                                                   |
|  |                                                              |
|  | \| \| Acutiramus \| \| \| \| \| \| Jaekelopterus \| \| \| \| |
|  |                                                              |
|  | Acutiramus                                                   |
|  |                                                              |
|  | Jaekelopterus                                                |
|  |                                                              |

|  | Acutiramus    |
|  |               |
|  | Jaekelopterus |
|  |               |

|  | Pterygotus                                                   |
|  |                                                              |
|  | \| \| Acutiramus \| \| \| \| \| \| Jaekelopterus \| \| \| \| |
|  |                                                              |
|  | Acutiramus                                                   |
|  |                                                              |
|  | Jaekelopterus                                                |
|  |                                                              |

|  | Acutiramus    |
|  |               |
|  | Jaekelopterus |
|  |               |

|  | Pterygotus                                                   |
|  |                                                              |
|  | \| \| Acutiramus \| \| \| \| \| \| Jaekelopterus \| \| \| \| |
|  |                                                              |
|  | Acutiramus                                                   |
|  |                                                              |
|  | Jaekelopterus                                                |
|  |                                                              |

|  | Acutiramus    |
|  |               |
|  | Jaekelopterus |
|  |               |

|  | Pterygotus                                                   |
|  |                                                              |
|  | \| \| Acutiramus \| \| \| \| \| \| Jaekelopterus \| \| \| \| |
|  |                                                              |
|  | Acutiramus                                                   |
|  |                                                              |
|  | Jaekelopterus                                                |
|  |                                                              |

|  | Acutiramus    |
|  |               |
|  | Jaekelopterus |
|  |               |

|  | Pterygotus                                                   |
|  |                                                              |
|  | \| \| Acutiramus \| \| \| \| \| \| Jaekelopterus \| \| \| \| |
|  |                                                              |
|  | Acutiramus                                                   |
|  |                                                              |
|  | Jaekelopterus                                                |
|  |                                                              |

|  | Acutiramus    |
|  |               |
|  | Jaekelopterus |
|  |               |

|  | Pterygotus                                                   |
|  |                                                              |
|  | \| \| Acutiramus \| \| \| \| \| \| Jaekelopterus \| \| \| \| |
|  |                                                              |
|  | Acutiramus                                                   |
|  |                                                              |
|  | Jaekelopterus                                                |
|  |                                                              |

|  | Acutiramus    |
|  |               |
|  | Jaekelopterus |
|  |               |

|  | Pterygotus                                                   |
|  |                                                              |
|  | \| \| Acutiramus \| \| \| \| \| \| Jaekelopterus \| \| \| \| |
|  |                                                              |
|  | Acutiramus                                                   |
|  |                                                              |
|  | Jaekelopterus                                                |
|  |                                                              |

|  | Acutiramus    |
|  |               |
|  | Jaekelopterus |
|  |               |

|  | Pterygotus                                                   |
|  |                                                              |
|  | \| \| Acutiramus \| \| \| \| \| \| Jaekelopterus \| \| \| \| |
|  |                                                              |
|  | Acutiramus                                                   |
|  |                                                              |
|  | Jaekelopterus                                                |
|  |                                                              |

|  | Acutiramus    |
|  |               |
|  | Jaekelopterus |
|  |               |

|  | Pterygotus                                                   |
|  |                                                              |
|  | \| \| Acutiramus \| \| \| \| \| \| Jaekelopterus \| \| \| \| |
|  |                                                              |
|  | Acutiramus                                                   |
|  |                                                              |
|  | Jaekelopterus                                                |
|  |                                                              |

|  | Acutiramus    |
|  |               |
|  | Jaekelopterus |
|  |               |

|  | Bassipterus      |
|  |                  |
|  | Pittsfordipterus |
|  |                  |

|  | Nanahughmilleria                                                    |
|  |                                                                     |
|  | \| \| Parahughmilleria \| \| \| \| \| \| Adelophthalmus \| \| \| \| |
|  |                                                                     |
|  | Parahughmilleria                                                    |
|  |                                                                     |
|  | Adelophthalmus                                                      |
|  |                                                                     |

|  | Parahughmilleria |
|  |                  |
|  | Adelophthalmus   |
|  |                  |

|  | Bassipterus      |
|  |                  |
|  | Pittsfordipterus |
|  |                  |

|  | Nanahughmilleria                                                    |
|  |                                                                     |
|  | \| \| Parahughmilleria \| \| \| \| \| \| Adelophthalmus \| \| \| \| |
|  |                                                                     |
|  | Parahughmilleria                                                    |
|  |                                                                     |
|  | Adelophthalmus                                                      |
|  |                                                                     |

|  | Parahughmilleria |
|  |                  |
|  | Adelophthalmus   |
|  |                  |

|  | Bassipterus      |
|  |                  |
|  | Pittsfordipterus |
|  |                  |

|  | Nanahughmilleria                                                    |
|  |                                                                     |
|  | \| \| Parahughmilleria \| \| \| \| \| \| Adelophthalmus \| \| \| \| |
|  |                                                                     |
|  | Parahughmilleria                                                    |
|  |                                                                     |
|  | Adelophthalmus                                                      |
|  |                                                                     |

|  | Parahughmilleria |
|  |                  |
|  | Adelophthalmus   |
|  |                  |

|  | Bassipterus      |
|  |                  |
|  | Pittsfordipterus |
|  |                  |

|  | Nanahughmilleria                                                    |
|  |                                                                     |
|  | \| \| Parahughmilleria \| \| \| \| \| \| Adelophthalmus \| \| \| \| |
|  |                                                                     |
|  | Parahughmilleria                                                    |
|  |                                                                     |
|  | Adelophthalmus                                                      |
|  |                                                                     |

|  | Parahughmilleria |
|  |                  |
|  | Adelophthalmus   |
|  |                  |

|  | Pterygotus                                                   |
|  |                                                              |
|  | \| \| Acutiramus \| \| \| \| \| \| Jaekelopterus \| \| \| \| |
|  |                                                              |
|  | Acutiramus                                                   |
|  |                                                              |
|  | Jaekelopterus                                                |
|  |                                                              |

|  | Acutiramus    |
|  |               |
|  | Jaekelopterus |
|  |               |

|  | Pterygotus                                                   |
|  |                                                              |
|  | \| \| Acutiramus \| \| \| \| \| \| Jaekelopterus \| \| \| \| |
|  |                                                              |
|  | Acutiramus                                                   |
|  |                                                              |
|  | Jaekelopterus                                                |
|  |                                                              |

|  | Acutiramus    |
|  |               |
|  | Jaekelopterus |
|  |               |

|  | Pterygotus                                                   |
|  |                                                              |
|  | \| \| Acutiramus \| \| \| \| \| \| Jaekelopterus \| \| \| \| |
|  |                                                              |
|  | Acutiramus                                                   |
|  |                                                              |
|  | Jaekelopterus                                                |
|  |                                                              |

|  | Acutiramus    |
|  |               |
|  | Jaekelopterus |
|  |               |

|  | Pterygotus                                                   |
|  |                                                              |
|  | \| \| Acutiramus \| \| \| \| \| \| Jaekelopterus \| \| \| \| |
|  |                                                              |
|  | Acutiramus                                                   |
|  |                                                              |
|  | Jaekelopterus                                                |
|  |                                                              |

|  | Acutiramus    |
|  |               |
|  | Jaekelopterus |
|  |               |

|  | Pterygotus                                                   |
|  |                                                              |
|  | \| \| Acutiramus \| \| \| \| \| \| Jaekelopterus \| \| \| \| |
|  |                                                              |
|  | Acutiramus                                                   |
|  |                                                              |
|  | Jaekelopterus                                                |
|  |                                                              |

|  | Acutiramus    |
|  |               |
|  | Jaekelopterus |
|  |               |

|  | Pterygotus                                                   |
|  |                                                              |
|  | \| \| Acutiramus \| \| \| \| \| \| Jaekelopterus \| \| \| \| |
|  |                                                              |
|  | Acutiramus                                                   |
|  |                                                              |
|  | Jaekelopterus                                                |
|  |                                                              |

|  | Acutiramus    |
|  |               |
|  | Jaekelopterus |
|  |               |

|  | Pterygotus                                                   |
|  |                                                              |
|  | \| \| Acutiramus \| \| \| \| \| \| Jaekelopterus \| \| \| \| |
|  |                                                              |
|  | Acutiramus                                                   |
|  |                                                              |
|  | Jaekelopterus                                                |
|  |                                                              |

|  | Acutiramus    |
|  |               |
|  | Jaekelopterus |
|  |               |

|  | Pterygotus                                                   |
|  |                                                              |
|  | \| \| Acutiramus \| \| \| \| \| \| Jaekelopterus \| \| \| \| |
|  |                                                              |
|  | Acutiramus                                                   |
|  |                                                              |
|  | Jaekelopterus                                                |
|  |                                                              |

|  | Acutiramus    |
|  |               |
|  | Jaekelopterus |
|  |               |

|  | Pterygotus                                                   |
|  |                                                              |
|  | \| \| Acutiramus \| \| \| \| \| \| Jaekelopterus \| \| \| \| |
|  |                                                              |
|  | Acutiramus                                                   |
|  |                                                              |
|  | Jaekelopterus                                                |
|  |                                                              |

|  | Acutiramus    |
|  |               |
|  | Jaekelopterus |
|  |               |

|  | Pterygotus                                                   |
|  |                                                              |
|  | \| \| Acutiramus \| \| \| \| \| \| Jaekelopterus \| \| \| \| |
|  |                                                              |
|  | Acutiramus                                                   |
|  |                                                              |
|  | Jaekelopterus                                                |
|  |                                                              |

|  | Acutiramus    |
|  |               |
|  | Jaekelopterus |
|  |               |

|  | Pterygotus                                                   |
|  |                                                              |
|  | \| \| Acutiramus \| \| \| \| \| \| Jaekelopterus \| \| \| \| |
|  |                                                              |
|  | Acutiramus                                                   |
|  |                                                              |
|  | Jaekelopterus                                                |
|  |                                                              |

|  | Acutiramus    |
|  |               |
|  | Jaekelopterus |
|  |               |

|  | Pterygotus                                                   |
|  |                                                              |
|  | \| \| Acutiramus \| \| \| \| \| \| Jaekelopterus \| \| \| \| |
|  |                                                              |
|  | Acutiramus                                                   |
|  |                                                              |
|  | Jaekelopterus                                                |
|  |                                                              |

|  | Acutiramus    |
|  |               |
|  | Jaekelopterus |
|  |               |

|  | Pterygotus                                                   |
|  |                                                              |
|  | \| \| Acutiramus \| \| \| \| \| \| Jaekelopterus \| \| \| \| |
|  |                                                              |
|  | Acutiramus                                                   |
|  |                                                              |
|  | Jaekelopterus                                                |
|  |                                                              |

|  | Acutiramus    |
|  |               |
|  | Jaekelopterus |
|  |               |

|  | Pterygotus                                                   |
|  |                                                              |
|  | \| \| Acutiramus \| \| \| \| \| \| Jaekelopterus \| \| \| \| |
|  |                                                              |
|  | Acutiramus                                                   |
|  |                                                              |
|  | Jaekelopterus                                                |
|  |                                                              |

|  | Acutiramus    |
|  |               |
|  | Jaekelopterus |
|  |               |

|  | Pterygotus                                                   |
|  |                                                              |
|  | \| \| Acutiramus \| \| \| \| \| \| Jaekelopterus \| \| \| \| |
|  |                                                              |
|  | Acutiramus                                                   |
|  |                                                              |
|  | Jaekelopterus                                                |
|  |                                                              |

|  | Acutiramus    |
|  |               |
|  | Jaekelopterus |
|  |               |

|  | Pterygotus                                                   |
|  |                                                              |
|  | \| \| Acutiramus \| \| \| \| \| \| Jaekelopterus \| \| \| \| |
|  |                                                              |
|  | Acutiramus                                                   |
|  |                                                              |
|  | Jaekelopterus                                                |
|  |                                                              |

|  | Acutiramus    |
|  |               |
|  | Jaekelopterus |
|  |               |

|  | Orcanopterus                                                    |
|  |                                                                 |
|  | \| \| Waeringopterus \| \| \| \| \| \| Grossopterus \| \| \| \| |
|  |                                                                 |
|  | Waeringopterus                                                  |
|  |                                                                 |
|  | Grossopterus                                                    |
|  |                                                                 |

|  | Waeringopterus |
|  |                |
|  | Grossopterus   |
|  |                |

|  | Bassipterus      |
|  |                  |
|  | Pittsfordipterus |
|  |                  |

|  | Nanahughmilleria                                                    |
|  |                                                                     |
|  | \| \| Parahughmilleria \| \| \| \| \| \| Adelophthalmus \| \| \| \| |
|  |                                                                     |
|  | Parahughmilleria                                                    |
|  |                                                                     |
|  | Adelophthalmus                                                      |
|  |                                                                     |

|  | Parahughmilleria |
|  |                  |
|  | Adelophthalmus   |
|  |                  |

|  | Bassipterus      |
|  |                  |
|  | Pittsfordipterus |
|  |                  |

|  | Nanahughmilleria                                                    |
|  |                                                                     |
|  | \| \| Parahughmilleria \| \| \| \| \| \| Adelophthalmus \| \| \| \| |
|  |                                                                     |
|  | Parahughmilleria                                                    |
|  |                                                                     |
|  | Adelophthalmus                                                      |
|  |                                                                     |

|  | Parahughmilleria |
|  |                  |
|  | Adelophthalmus   |
|  |                  |

|  | Bassipterus      |
|  |                  |
|  | Pittsfordipterus |
|  |                  |

|  | Nanahughmilleria                                                    |
|  |                                                                     |
|  | \| \| Parahughmilleria \| \| \| \| \| \| Adelophthalmus \| \| \| \| |
|  |                                                                     |
|  | Parahughmilleria                                                    |
|  |                                                                     |
|  | Adelophthalmus                                                      |
|  |                                                                     |

|  | Parahughmilleria |
|  |                  |
|  | Adelophthalmus   |
|  |                  |

|  | Bassipterus      |
|  |                  |
|  | Pittsfordipterus |
|  |                  |

|  | Nanahughmilleria                                                    |
|  |                                                                     |
|  | \| \| Parahughmilleria \| \| \| \| \| \| Adelophthalmus \| \| \| \| |
|  |                                                                     |
|  | Parahughmilleria                                                    |
|  |                                                                     |
|  | Adelophthalmus                                                      |
|  |                                                                     |

|  | Parahughmilleria |
|  |                  |
|  | Adelophthalmus   |
|  |                  |

|  | Pterygotus                                                   |
|  |                                                              |
|  | \| \| Acutiramus \| \| \| \| \| \| Jaekelopterus \| \| \| \| |
|  |                                                              |
|  | Acutiramus                                                   |
|  |                                                              |
|  | Jaekelopterus                                                |
|  |                                                              |

|  | Acutiramus    |
|  |               |
|  | Jaekelopterus |
|  |               |

|  | Pterygotus                                                   |
|  |                                                              |
|  | \| \| Acutiramus \| \| \| \| \| \| Jaekelopterus \| \| \| \| |
|  |                                                              |
|  | Acutiramus                                                   |
|  |                                                              |
|  | Jaekelopterus                                                |
|  |                                                              |

|  | Acutiramus    |
|  |               |
|  | Jaekelopterus |
|  |               |

|  | Pterygotus                                                   |
|  |                                                              |
|  | \| \| Acutiramus \| \| \| \| \| \| Jaekelopterus \| \| \| \| |
|  |                                                              |
|  | Acutiramus                                                   |
|  |                                                              |
|  | Jaekelopterus                                                |
|  |                                                              |

|  | Acutiramus    |
|  |               |
|  | Jaekelopterus |
|  |               |

|  | Pterygotus                                                   |
|  |                                                              |
|  | \| \| Acutiramus \| \| \| \| \| \| Jaekelopterus \| \| \| \| |
|  |                                                              |
|  | Acutiramus                                                   |
|  |                                                              |
|  | Jaekelopterus                                                |
|  |                                                              |

|  | Acutiramus    |
|  |               |
|  | Jaekelopterus |
|  |               |

|  | Pterygotus                                                   |
|  |                                                              |
|  | \| \| Acutiramus \| \| \| \| \| \| Jaekelopterus \| \| \| \| |
|  |                                                              |
|  | Acutiramus                                                   |
|  |                                                              |
|  | Jaekelopterus                                                |
|  |                                                              |

|  | Acutiramus    |
|  |               |
|  | Jaekelopterus |
|  |               |

|  | Pterygotus                                                   |
|  |                                                              |
|  | \| \| Acutiramus \| \| \| \| \| \| Jaekelopterus \| \| \| \| |
|  |                                                              |
|  | Acutiramus                                                   |
|  |                                                              |
|  | Jaekelopterus                                                |
|  |                                                              |

|  | Acutiramus    |
|  |               |
|  | Jaekelopterus |
|  |               |

|  | Pterygotus                                                   |
|  |                                                              |
|  | \| \| Acutiramus \| \| \| \| \| \| Jaekelopterus \| \| \| \| |
|  |                                                              |
|  | Acutiramus                                                   |
|  |                                                              |
|  | Jaekelopterus                                                |
|  |                                                              |

|  | Acutiramus    |
|  |               |
|  | Jaekelopterus |
|  |               |

|  | Pterygotus                                                   |
|  |                                                              |
|  | \| \| Acutiramus \| \| \| \| \| \| Jaekelopterus \| \| \| \| |
|  |                                                              |
|  | Acutiramus                                                   |
|  |                                                              |
|  | Jaekelopterus                                                |
|  |                                                              |

|  | Acutiramus    |
|  |               |
|  | Jaekelopterus |
|  |               |

|  | Pterygotus                                                   |
|  |                                                              |
|  | \| \| Acutiramus \| \| \| \| \| \| Jaekelopterus \| \| \| \| |
|  |                                                              |
|  | Acutiramus                                                   |
|  |                                                              |
|  | Jaekelopterus                                                |
|  |                                                              |

|  | Acutiramus    |
|  |               |
|  | Jaekelopterus |
|  |               |

|  | Pterygotus                                                   |
|  |                                                              |
|  | \| \| Acutiramus \| \| \| \| \| \| Jaekelopterus \| \| \| \| |
|  |                                                              |
|  | Acutiramus                                                   |
|  |                                                              |
|  | Jaekelopterus                                                |
|  |                                                              |

|  | Acutiramus    |
|  |               |
|  | Jaekelopterus |
|  |               |

|  | Pterygotus                                                   |
|  |                                                              |
|  | \| \| Acutiramus \| \| \| \| \| \| Jaekelopterus \| \| \| \| |
|  |                                                              |
|  | Acutiramus                                                   |
|  |                                                              |
|  | Jaekelopterus                                                |
|  |                                                              |

|  | Acutiramus    |
|  |               |
|  | Jaekelopterus |
|  |               |

|  | Pterygotus                                                   |
|  |                                                              |
|  | \| \| Acutiramus \| \| \| \| \| \| Jaekelopterus \| \| \| \| |
|  |                                                              |
|  | Acutiramus                                                   |
|  |                                                              |
|  | Jaekelopterus                                                |
|  |                                                              |

|  | Acutiramus    |
|  |               |
|  | Jaekelopterus |
|  |               |

|  | Pterygotus                                                   |
|  |                                                              |
|  | \| \| Acutiramus \| \| \| \| \| \| Jaekelopterus \| \| \| \| |
|  |                                                              |
|  | Acutiramus                                                   |
|  |                                                              |
|  | Jaekelopterus                                                |
|  |                                                              |

|  | Acutiramus    |
|  |               |
|  | Jaekelopterus |
|  |               |

|  | Pterygotus                                                   |
|  |                                                              |
|  | \| \| Acutiramus \| \| \| \| \| \| Jaekelopterus \| \| \| \| |
|  |                                                              |
|  | Acutiramus                                                   |
|  |                                                              |
|  | Jaekelopterus                                                |
|  |                                                              |

|  | Acutiramus    |
|  |               |
|  | Jaekelopterus |
|  |               |

|  | Pterygotus                                                   |
|  |                                                              |
|  | \| \| Acutiramus \| \| \| \| \| \| Jaekelopterus \| \| \| \| |
|  |                                                              |
|  | Acutiramus                                                   |
|  |                                                              |
|  | Jaekelopterus                                                |
|  |                                                              |

|  | Acutiramus    |
|  |               |
|  | Jaekelopterus |
|  |               |

|  | Pterygotus                                                   |
|  |                                                              |
|  | \| \| Acutiramus \| \| \| \| \| \| Jaekelopterus \| \| \| \| |
|  |                                                              |
|  | Acutiramus                                                   |
|  |                                                              |
|  | Jaekelopterus                                                |
|  |                                                              |

|  | Acutiramus    |
|  |               |
|  | Jaekelopterus |
|  |               |

|  | Bassipterus      |
|  |                  |
|  | Pittsfordipterus |
|  |                  |

|  | Nanahughmilleria                                                    |
|  |                                                                     |
|  | \| \| Parahughmilleria \| \| \| \| \| \| Adelophthalmus \| \| \| \| |
|  |                                                                     |
|  | Parahughmilleria                                                    |
|  |                                                                     |
|  | Adelophthalmus                                                      |
|  |                                                                     |

|  | Parahughmilleria |
|  |                  |
|  | Adelophthalmus   |
|  |                  |

|  | Bassipterus      |
|  |                  |
|  | Pittsfordipterus |
|  |                  |

|  | Nanahughmilleria                                                    |
|  |                                                                     |
|  | \| \| Parahughmilleria \| \| \| \| \| \| Adelophthalmus \| \| \| \| |
|  |                                                                     |
|  | Parahughmilleria                                                    |
|  |                                                                     |
|  | Adelophthalmus                                                      |
|  |                                                                     |

|  | Parahughmilleria |
|  |                  |
|  | Adelophthalmus   |
|  |                  |

|  | Bassipterus      |
|  |                  |
|  | Pittsfordipterus |
|  |                  |

|  | Nanahughmilleria                                                    |
|  |                                                                     |
|  | \| \| Parahughmilleria \| \| \| \| \| \| Adelophthalmus \| \| \| \| |
|  |                                                                     |
|  | Parahughmilleria                                                    |
|  |                                                                     |
|  | Adelophthalmus                                                      |
|  |                                                                     |

|  | Parahughmilleria |
|  |                  |
|  | Adelophthalmus   |
|  |                  |

|  | Bassipterus      |
|  |                  |
|  | Pittsfordipterus |
|  |                  |

|  | Nanahughmilleria                                                    |
|  |                                                                     |
|  | \| \| Parahughmilleria \| \| \| \| \| \| Adelophthalmus \| \| \| \| |
|  |                                                                     |
|  | Parahughmilleria                                                    |
|  |                                                                     |
|  | Adelophthalmus                                                      |
|  |                                                                     |

|  | Parahughmilleria |
|  |                  |
|  | Adelophthalmus   |
|  |                  |

|  | Pterygotus                                                   |
|  |                                                              |
|  | \| \| Acutiramus \| \| \| \| \| \| Jaekelopterus \| \| \| \| |
|  |                                                              |
|  | Acutiramus                                                   |
|  |                                                              |
|  | Jaekelopterus                                                |
|  |                                                              |

|  | Acutiramus    |
|  |               |
|  | Jaekelopterus |
|  |               |

|  | Pterygotus                                                   |
|  |                                                              |
|  | \| \| Acutiramus \| \| \| \| \| \| Jaekelopterus \| \| \| \| |
|  |                                                              |
|  | Acutiramus                                                   |
|  |                                                              |
|  | Jaekelopterus                                                |
|  |                                                              |

|  | Acutiramus    |
|  |               |
|  | Jaekelopterus |
|  |               |

|  | Pterygotus                                                   |
|  |                                                              |
|  | \| \| Acutiramus \| \| \| \| \| \| Jaekelopterus \| \| \| \| |
|  |                                                              |
|  | Acutiramus                                                   |
|  |                                                              |
|  | Jaekelopterus                                                |
|  |                                                              |

|  | Acutiramus    |
|  |               |
|  | Jaekelopterus |
|  |               |

|  | Pterygotus                                                   |
|  |                                                              |
|  | \| \| Acutiramus \| \| \| \| \| \| Jaekelopterus \| \| \| \| |
|  |                                                              |
|  | Acutiramus                                                   |
|  |                                                              |
|  | Jaekelopterus                                                |
|  |                                                              |

|  | Acutiramus    |
|  |               |
|  | Jaekelopterus |
|  |               |

|  | Pterygotus                                                   |
|  |                                                              |
|  | \| \| Acutiramus \| \| \| \| \| \| Jaekelopterus \| \| \| \| |
|  |                                                              |
|  | Acutiramus                                                   |
|  |                                                              |
|  | Jaekelopterus                                                |
|  |                                                              |

|  | Acutiramus    |
|  |               |
|  | Jaekelopterus |
|  |               |

|  | Pterygotus                                                   |
|  |                                                              |
|  | \| \| Acutiramus \| \| \| \| \| \| Jaekelopterus \| \| \| \| |
|  |                                                              |
|  | Acutiramus                                                   |
|  |                                                              |
|  | Jaekelopterus                                                |
|  |                                                              |

|  | Acutiramus    |
|  |               |
|  | Jaekelopterus |
|  |               |

|  | Pterygotus                                                   |
|  |                                                              |
|  | \| \| Acutiramus \| \| \| \| \| \| Jaekelopterus \| \| \| \| |
|  |                                                              |
|  | Acutiramus                                                   |
|  |                                                              |
|  | Jaekelopterus                                                |
|  |                                                              |

|  | Acutiramus    |
|  |               |
|  | Jaekelopterus |
|  |               |

|  | Pterygotus                                                   |
|  |                                                              |
|  | \| \| Acutiramus \| \| \| \| \| \| Jaekelopterus \| \| \| \| |
|  |                                                              |
|  | Acutiramus                                                   |
|  |                                                              |
|  | Jaekelopterus                                                |
|  |                                                              |

|  | Acutiramus    |
|  |               |
|  | Jaekelopterus |
|  |               |

|  | Pterygotus                                                   |
|  |                                                              |
|  | \| \| Acutiramus \| \| \| \| \| \| Jaekelopterus \| \| \| \| |
|  |                                                              |
|  | Acutiramus                                                   |
|  |                                                              |
|  | Jaekelopterus                                                |
|  |                                                              |

|  | Acutiramus    |
|  |               |
|  | Jaekelopterus |
|  |               |

|  | Pterygotus                                                   |
|  |                                                              |
|  | \| \| Acutiramus \| \| \| \| \| \| Jaekelopterus \| \| \| \| |
|  |                                                              |
|  | Acutiramus                                                   |
|  |                                                              |
|  | Jaekelopterus                                                |
|  |                                                              |

|  | Acutiramus    |
|  |               |
|  | Jaekelopterus |
|  |               |

|  | Pterygotus                                                   |
|  |                                                              |
|  | \| \| Acutiramus \| \| \| \| \| \| Jaekelopterus \| \| \| \| |
|  |                                                              |
|  | Acutiramus                                                   |
|  |                                                              |
|  | Jaekelopterus                                                |
|  |                                                              |

|  | Acutiramus    |
|  |               |
|  | Jaekelopterus |
|  |               |

|  | Pterygotus                                                   |
|  |                                                              |
|  | \| \| Acutiramus \| \| \| \| \| \| Jaekelopterus \| \| \| \| |
|  |                                                              |
|  | Acutiramus                                                   |
|  |                                                              |
|  | Jaekelopterus                                                |
|  |                                                              |

|  | Acutiramus    |
|  |               |
|  | Jaekelopterus |
|  |               |

|  | Pterygotus                                                   |
|  |                                                              |
|  | \| \| Acutiramus \| \| \| \| \| \| Jaekelopterus \| \| \| \| |
|  |                                                              |
|  | Acutiramus                                                   |
|  |                                                              |
|  | Jaekelopterus                                                |
|  |                                                              |

|  | Acutiramus    |
|  |               |
|  | Jaekelopterus |
|  |               |

|  | Pterygotus                                                   |
|  |                                                              |
|  | \| \| Acutiramus \| \| \| \| \| \| Jaekelopterus \| \| \| \| |
|  |                                                              |
|  | Acutiramus                                                   |
|  |                                                              |
|  | Jaekelopterus                                                |
|  |                                                              |

|  | Acutiramus    |
|  |               |
|  | Jaekelopterus |
|  |               |

|  | Pterygotus                                                   |
|  |                                                              |
|  | \| \| Acutiramus \| \| \| \| \| \| Jaekelopterus \| \| \| \| |
|  |                                                              |
|  | Acutiramus                                                   |
|  |                                                              |
|  | Jaekelopterus                                                |
|  |                                                              |

|  | Acutiramus    |
|  |               |
|  | Jaekelopterus |
|  |               |

|  | Pterygotus                                                   |
|  |                                                              |
|  | \| \| Acutiramus \| \| \| \| \| \| Jaekelopterus \| \| \| \| |
|  |                                                              |
|  | Acutiramus                                                   |
|  |                                                              |
|  | Jaekelopterus                                                |
|  |                                                              |

|  | Acutiramus    |
|  |               |
|  | Jaekelopterus |
|  |               |

## Paleoecología
Se han encontrado fósiles de Parahughmilleria desde los yacimientos silúricos de la época de Llandovery hasta los yacimientos devónicos de la época eifeliana en Norteamérica, Europa y Siberia. Los fósiles de Parahughmilleria se recuperan a menudo en yacimientos no marinos, como en entornos que en su día fueron hábitats salobres o estuarinos con posibles influencias de las mareas y con una influencia marina más evidente que en los hábitats dominados por Adelophthalmus. En hábitats donde se encuentran tanto Parahughmilleria como especies tempranas de Adelophthalmus, como en yacimientos fósiles del Devónico temprano en Alemania, Parahughmilleria aparece en secciones que son considerablemente más marginalmente marinas que las secciones habitadas por Adelophthalmus. Como Jaekelopterus y otros algunos euriptéridos, Parahughmilleria probablemente vagaba dentro y fuera de las lagunas.
Los yacimientos arcillosos (compuestos por materiales similares a la arcilla) del Devónico de Alken (Alemania), donde se han hallado fósiles de P. heftari y P. major, contienen diversos euriptéridos como Rhenopterus macroturberculatus, Jaekelopterus rhenaniae, Alkenopterus brevitelson y Vinetopterus struvei. También se han encontrado fósiles de otros organismos, como el miriápodo Eoarthropleura devonica, los casmatáspidos Diploaspis casteri y Heteroaspis novojilovi y el arácnido Alkenia mirabilis.  En los yacimientos silúricos de Temeside Shale (Inglaterra), donde se ha descubierto la especie tipo, se han encontrado fósiles de varios organismos, la mayoría de ellos euriptéridos como Erettopterus gigas, Salteropterus abbreviatus y Nanahughmilleria pygmaea, pero también especies indeterminadas del osteostrácido Hemicyclaspis y del thelodontido Logania. También se han descubierto fósiles de Parahughmilleria en Estados Unidos, Rusia, Luxemburgo, Canadá y Escocia.